# Zebraserien
Zebraserien ("En Zebra-bok") är en svensk bokserie som gavs ut under 1950- till 1970-tal av Bonniers förlag. Serien känns igen på sina gulsvarta zebra-färgade ryggar även om den formen övergavs efter några år. Sammanlagt gavs det ut 287 böcker i serien.
Några av de tidigaste i serien var Vilda Västern-romaner, men snart blev det enbart deckare. Många av omslagen tecknades av Thord Sundquist.

## Utgivna böcker

### 1955
1. Stieg Trenter: Som man ropar
2. James Hilton: Blå månen
3. Edgar Wallace: Dödens hus
4. John Dickson Carr: Mördaren skipar rättvisa
5. Eric Lundqvist: Jag äter inte människor
6. Erle Stanley Gardner: Mysteriet med den maskerade damen
7. Frank O'Rourke: Hårda tag i vilda västern
8. Sigge Stark: Min kärleks sommar
9. Raymond Chandler: Mord min älskling
10. Vilhelm Moberg: Mans kvinna
11. Leslie Charteris: Helgonet gör entré
12. Albert Engström: Albert Engströms gubbar
13. Peter Freuchen: Nordkaparen
14. Max Brand: Låt pistolerna tala
15. John Dickson Carr: Dörren låst inifrån
16. Leslie Charteris: Helgonet i New York
17. Agatha Christie: Tio små negerpojkar
18. Theodore Pratt: Kollision med ödet
19. Leslie Charteris: Helgonet möter tigern
20. Bliss Lomax: Bankrånet i Boulder City  (västern)

### 1956
1. Leslie Charteris: Helgonet tar hämnd
2. Bliss Lomax: Mannen från Texas  (västern)
3. Stieg Trenter: Ristat i sten
4. John Ross Macdonald: Folk dör så konstigt
5. Agatha Christie: Liket i biblioteket
6. Stieg Trenter: Aldrig Näcken
7. Leslie Charteris: Helgonet i närkamp
8. Bliss Lomax: Högt spel i Texas  (västern)
9. Raymond Chandler: Den lilla systern
10. Dan Cushman: Diamantens hemlighet
11. Max Brand: Laglös
12. Agatha Christie: En flicka kom till Bagdad
13. Hammond Innes: Ubåtsfällan
14. John Ross Macdonald: Rörligt mål
15. Leslie Charteris: Helgonet och tjuvarna
16. Max Brand: Den okände hämnaren
17. Ian Fleming: Döden spelar falskt
18. Stieg Trenter: Roparen
19. John Ross MacDonald: Virvlar i vattnet
20. Agatha Christie: Fem små grisar

### 1957
1. Lawrence Bachmann: Döden är en blindgångare
2. John Ross Macdonald: Finn ett offer
3. Max Brand: De sju vägarna
4. Stieg Trenter: Lek, lilla Louise
5. Leslie Charteris: Helgonet överbord
6. Agatha Christie: Mordet på Orientexpressen
7. Ian Fleming: Attentat
8. Fale Burman: Spinn, spinn, mördaren min
9. Arne Stigson: Spel över dödlinje
10. Max Brand: Jack Hämnaren
11. Stieg Trenter: Idag röd
12. Francis Durbridge: Paul Temple griper in
13. Agatha Christie: Cyankalium och champagne
14. Leslie Charteris: Helgonet i Hollywood
15. Francis Durbridge: Dags för Paul Temple
16. Frank O'Rourke: Farligt uppdrag i Mexico
17. Vic Suneson: Är jag mördaren?
18. Folke Mellvig: Natten går tunga fjät
19. John Buchan: De trettionio trappstegen
20. Stieg Trenter: Eld ihåg
21. Dan Cushman: Farligt mellanspel

### 1958
1. Ian Fleming: Kamrat mördare
2. Frank O'Rourke: Hämnd
3. Brett Halliday: Döden har tre liv
4. Francis Durbridge: Paul Temple kommer igen
5. Agatha Christie: Destination okänd
6. Folke Mellvig: I all tysthet
7. Charles Williams: Farligt vittne
8. Fale Burman: God afton fula mask
9. Brett Halliday: För många olyckor
10. Frank O'Rourke: Männen som flydde
11. Charles Williams: Dödens närhet
12. Folke Mellvig: Mord på halsen
13. Brett Halliday: Mördare önskas hyra
14. Joseph Hayes: Skräckens timmar
15. Ian Fleming: Döden på Jamaica
16. Francis Durbridge: Paul Temple: Fallet Tyler
17. Brett Halliday: Kidnappad
18. Frank Kane: Öppna, det är polisen
19. Agatha Christie: Trick med speglar
20. Charles Williams: Död mans byte
21. Frank Kane: Två gånger död
22. Agatha Christie: Gropen
23. Brett Halliday: Döden tar pant
24. Charles Williams: Goda råd är dyra
25. Fale Burman: Alibi och nya spetsar
26. Erle Stanley Gardner: De falska tärningarna
27. Ross Macdonald: Fyra gånger mord
28. Charles Williams: Blodspengar
29. Frank Kane: Vittnet som försvann

### 1959
1. Agatha Christie: Klockan K
2. Brett Halliday: Risk för miss
3. Ian Fleming: Leva och låta dö
4. Arne Stigson: Den resandes ensak
5. Richard Jessup: Ohöljt mord
6. Erle Stanley Gardner: Fallet med den solbadande blondinen
7. Raymond Chandler: Den stora sömnen
8. Folke Mellvig: Hillman och kavaljeren
9. Henry S. Maxfield: En spions testamente
10. Charles Williams: Ingenting i vägen
11. Ben Benson: Löparen i spelet
12. Fale Burman: Än klappar hjärtat
13. Christopher Monig: Hux flux lik
14. Charles Williams: Dödligt förtal
15. Ben Benson: Flickan i fällan
16. Anders Jonason: Mördaren kommer strax
17. David Dodge: Den stulna Ängeln

### 1960
1. Agatha Christie: Hemligheten på Chimneys
2. Ben Benson: Den brinnande luntan
3. Georges Simenon: Margaret och hans mord
4. Ian Fleming: Goldfinger
5. Charles Williams: Okänd kvinna sökes
6. Fale Burman: Död åt republiken
7. Leslie Charteris: Helgonet en garde
8. Ben Benson: Venus död
9. Georges Simenon: Maigret i New York
10. Hammond Innes: Död och levande
11. Folke Mellvig: Stjärnfall
12. John Roeburt: Mardrömmen
13. Charles Williams: Det bittra slutet

### 1961
1. David Dodge: Ljusen från Skaro
2. Agatha Christie: Samvetskval
3. M.E. Chaber: Uppdrag att döda
4. Erle Stanley Gardner: Fallet med den farliga leksaken
5. Ben Benson: Slut på terrorn
6. Leslie Charteris: Helgonet och svarta börsen
7. Sven Granath: Bara vanligt vatten
8. Hammond Innes: Dödens gruva
9. Agatha Christie: Skospännet
10. Georges Simenon: Kommissarie Maigret på semester
11. Stieg Trenter: Kalla handen
12. Agatha Christie: De sju urens mysterium
13. Bill S. Ballinger: Tand för tand
14. Ellery Queen: Kommissarie Queens eget fall
15. Folke Mellvig: Brott i paradiset
16. Georges Simenon: Maigrets första fall
17. Hammond Innes: Blå isen
18. Agatha Christie: Flygande döden

### 1962
1. Erle Stanley Gardner: Perry Mason och den pryda patienten
2. Agatha Christie: 4.50 från Paddington
3. Charles Williams: Levande eller död
4. Kerstin Ekman: 30 Meter Mord
5. Georges Simenon: Maigret gillrar en fälla
6. Raymond Chandler: Möt mig i Esmeralda
7. Agatha Christie: Prövad oskuld
8. Erle Stanley Gardner: Perry Mason och fallet med den slagfärdiga omslagsflickan
9. Georges Simenon: Maigret har roligt
10. Agatha Christie: Död mans fåfänga
11. Sven Granath: Klyftan
12. Erle Stanley Gardner: Perry Mason och fallet med den berusade bilisten
13. Berkely Mather: Affären Achilles
14. Hammond Innes: Trojanska hästen
15. Erle Stanley Gardner: Perry Mason och fallet med den vettskrämda vikarien
16. Ian Fleming: Ur dödlig synvinkel

### 1963
1. Francis Durbridge: Halsduken
2. Stieg Trenter: Skuggan
3. Agatha Christie: Konstiga huset
4. Erle Stanley Gardner: Perry Mason och fallet med kleptomanens sko
5. Jan Ekström: Döden fyller år
6. Ross MacDonald: Vem var John Brown?
7. Georges Simenon: Maigrets onda aningar
8. Agatha Christie: En dos stryknin
9. Hammond Innes: Den ensamme skidåkaren
10. Ian Fleming: Åskbollen
11. Arne Stigson: Mord, major!
12. Agatha Christie: Katt bland duvor
13. Georges Simenon: Maigret och den långa flickan
14. Craig Rice: Fjärde man
15. Kerstin Ekman: Han rör på sig
16. Agatha Christie: Hercule Poirots jul
17. Folke Mellvig: Den gula bilen

### 1964
1. Stieg Trenter: Dockan till Samarkand
2. Agatha Christie: En ficka full med råg
3. Georges Simenon: Maigret och den unga döda
4. Erle Stanley Gardner: Perry Mason och fallet med den välskapta skuggan
5. John Dickson Carr: Korn åt små fåglar, 1964
6. Agatha Christie: Korten på bordet
7. Ian Fleming: I hennes majestäts hemliga tjänst
8. Erle Stanley Gardner: Perry Mason och fallet med den blonda bomben
9. Jan Ekström: Döden går i moln
10. Agatha Christie: Den gula hästen
11. Georges Simenon: Maigret och mannen på bänken
12. Hammond Innes: Anfall - alarm
13. Stieg Trenter: Som man ropar...
14. Fred Hoyle: Caraghs gåta
15. Craig Rice: Rena barnleken
16. Agatha Christie: Mord per korrespondens

### 1965
1. Georges Simenon: Maigret tar miste
2. Ian Fleming: 007 – Älskade spion
3. Erle Stanley Gardner: Perry Mason och fallet med den förälskade fastern
4. Stieg Trenter: Dvärgarna
5. Ira Levin: Bädda för död
6. Hammond Innes: Det sällsamma landet
7. Agatha Christie: Det stumma vittnet
8. Folke Mellvig: Sist till kvarn
9. Sébastien Japrisot: Dödens kupé
10. Craig Rice: Hus så hemskt
11. Erle Stanley Gardner: Perry Mason och fallet med den vilda arvtagerskan
12. Kerstin Ekman: De tre små mästarna
13. Georges Simenon: Maigret blir upprörd
14. Agatha Christie: Spegeln sprack från kant till kant

### 1966
1. Stieg Trenter: Farlig fåfänga
2. David Dodge: Ta fast tjuven
3. Agatha Christie: Klockorna
4. Kjerstin Göransson-Ljungman: 27 sekundmeter, snö
5. Stieg Trenter: Tiga är silver
6. Georges Simenon: Strip-tease
7. Craig Rice: Mord med nöje
8. Elvy Ahlbeck: Mord utan förbindelse
9. Hammond Innes: Eld i berget
10. Kerstin Ekman: Den brinnande ugnen
11. Richard Condon: Ohängd mästare
12. John le Carré: Mord i högre skolan
13. Folke Mellvig: Lyckta dörrar
14. Craig Rice: Lik förbannat
15. Joseph Hayes: Skräckens timmar
16. Stieg Trenter: Ristat i sten
17. John Dickson Carr: Handsken är kastad

### 1967
1. Jan Ekström: Träfracken
2. David Ely: Trot
3. Stieg Trenter: Tolfte knappen
4. Georges Simenon: Maigret och den försynte tjuven
5. Folke Mellvig: Briljantarmbandet
6. Margaret Millar: De lyssnande väggarna
7. Stieg Trenter: Sturemordet
8. Margaret Millar: Villebråd i sikte
9. Jan Ekström: Daggormen
10. Julius Bark: Vila vid denna källa
11. J.J. Marric: Gideons brand
12. Suzanne Blanc: Den gröna stenen
13. Ross MacDonald: Fyra gånger mord

### 1968
1. Roland Gyllander: Tryckknappsmordet
2. Hubert Monteilhet: Att vara eller icke vara
3. Folke Mellvig: 13
4. Mary Stewart: Sanningen, Madame!
5. Andrew Garve: Två mot döden
6. James Munro: Mannen som sålde död
7. Tord Hubert: Fjällhöga mord
8. Suzanne Blanc: Den gula villan
9. Brett Halliday: Döden tar pant (återutgivning av nr 84)
10. Gavin Lyall: Midnatt plus en
11. Folke Mellvig: Dödens mannekänger
12. Leslie Charteris: Helgonet möter Tigern
13. Ross MacDonald: Rörligt mål
14. James Munro: Pengar och döden

### 1969
1. Georges Simenon: Maigret och lördagsklienten
2. Stieg Trenter: Narr på nocken
3. Agatha Christie: Vem var den skyldige?
4. Hammond Innes: Landet Gud gav Kain
5. Andrew Garve: Mord i Moskva
6. Agatha Christie: Den hemlighetsfulla motståndaren
7. Andrew Garve:Mord på myren
8. Ross MacDonald: Barbarkusten
9. Agatha Christie: De fyra stora
10. Sven Sörmark: Väck inte Marie
11. Bill S. Ballinger: Arvinge sökes
12. Craig Rice: Mord i miniatyr

### 1970
1. Boileau-Narcejac: De djävulska
2. Raymond Chandler: Mord, min älskling
3. Georges Simenon: Maigret tar miste
4. Len Deighton: Fallet Ipcress
5. Roland Gyllander: Rena giftet
6. Gavin Lyall: Spel på allvar
7. Robert Markham: Överste Sun
8. Agatha Christie: Badortsmysteriet
9. Helle Stangerup: Gula handskar
10. Ira Levin: Rosemarys baby
11. Jan-Olof Ekholm: Sista resan-mord!
12. Mary Stewart: Det brinner en eld
13. John D. MacDonald: Den enda flickan i leken
14. Agatha Christie: Tragedi i tre akter

### 1971
1. Raymond Chandler: Möt mig i Esmeralda
2. Sven Sörmark: Ett mord i solen
3. Ivor Drummond: Mannen med det lilla huvudet
4. Vic Suneson: Tjugoett
5. Gavin Lyall: Venus med pistol
6. Ulla Trenter: Kungens lilla piga
7. Raymond Chandler: Fönstret
8. Dorothy L. Sayers: Mitt namn är Wimsey
9. Georges Simenon: Maigret flyttar hemifrån
10. Agatha Christie: Herkules första storverk
11. Ross MacDonald: Virvlar i vattnet
12. Stieg Trenter: Guldgåsen
13. James M. Cain: Tredje gången gillt
14. Ngaio Marsh: Hand i handske
15. Vic Suneson: Mördaren inom mig

### 1972
1. Agatha Christie: Herkules nya storverk

### Zebra Special
- 1. Ian Fleming: Kamrat mördare (1965) (återutgivning av nr 62)
- 2. Ian Fleming: Döden på Jamaica (1965) (återutgivning av nr 76)
- 3. Ian Fleming: Goldfinger
- 4. Ian Fleming: Leva och låta dö (1965) (återutgivning av nr 93)
- 5. Ian Fleming: Casino Royale (1965)
- 6. Ian Fleming: Döden spelar falskt (1965)
- 7. Ian Fleming: Attentat (1965)
- 8. Ian Fleming: Åskbollen (1965) (återutgivning av nr 164)
- 9. Ian Fleming: Ur dödlig synvinkel (1965)
- 10. Ian Fleming: 007 Älskade Spion (1965)
- 11. Agatha Christie: Cyankalium och champagne (1966) (återutgivning av nr 53)
- 12. Agatha Christie: Konstiga huset (återutgivning av nr 157)
- 13. Agatha Christie: En flicka kom till Bagdad (1966)
- 14. Agatha Christie: Mord klockan fem? (1966)
- 15. Agatha Christie: Varför bad de inte Evans? (1966)
- 16. Agatha Christie: Klockan K (1966)
- 17. Agatha Christie: Gropen (1966)
- 18. Agatha Christie: Samvetskval (1966)
- 19. Agatha Christie: N eller M? (1967)
- 20. Agatha Christie: Mord i Mesopotamien (1967)
- 21. Agatha Christie: Mrs McGinty är död (1967)
- 22. Agatha Christie: ABC-morden (1967)
- 23. John le Carré: Spionen måste dö (1967)
- 24. Ian Fleming: Mannen med den gyllene pistolen (1967)
- 25. Leslie Charteris: Helgonet och svarta börsen (1967) (återutgivning av nr 126)
- 26. Stieg Trenter: Dvärgarna (1968) (återutgivning av nr 191)
- 27. Stieg Trenter: Kalla handen (1968) (återutgivning av nr 131)
- 28. Stieg Trenter: Som man ropar (1968) (återutgivning av nr 1)